# Wieringer boerderij

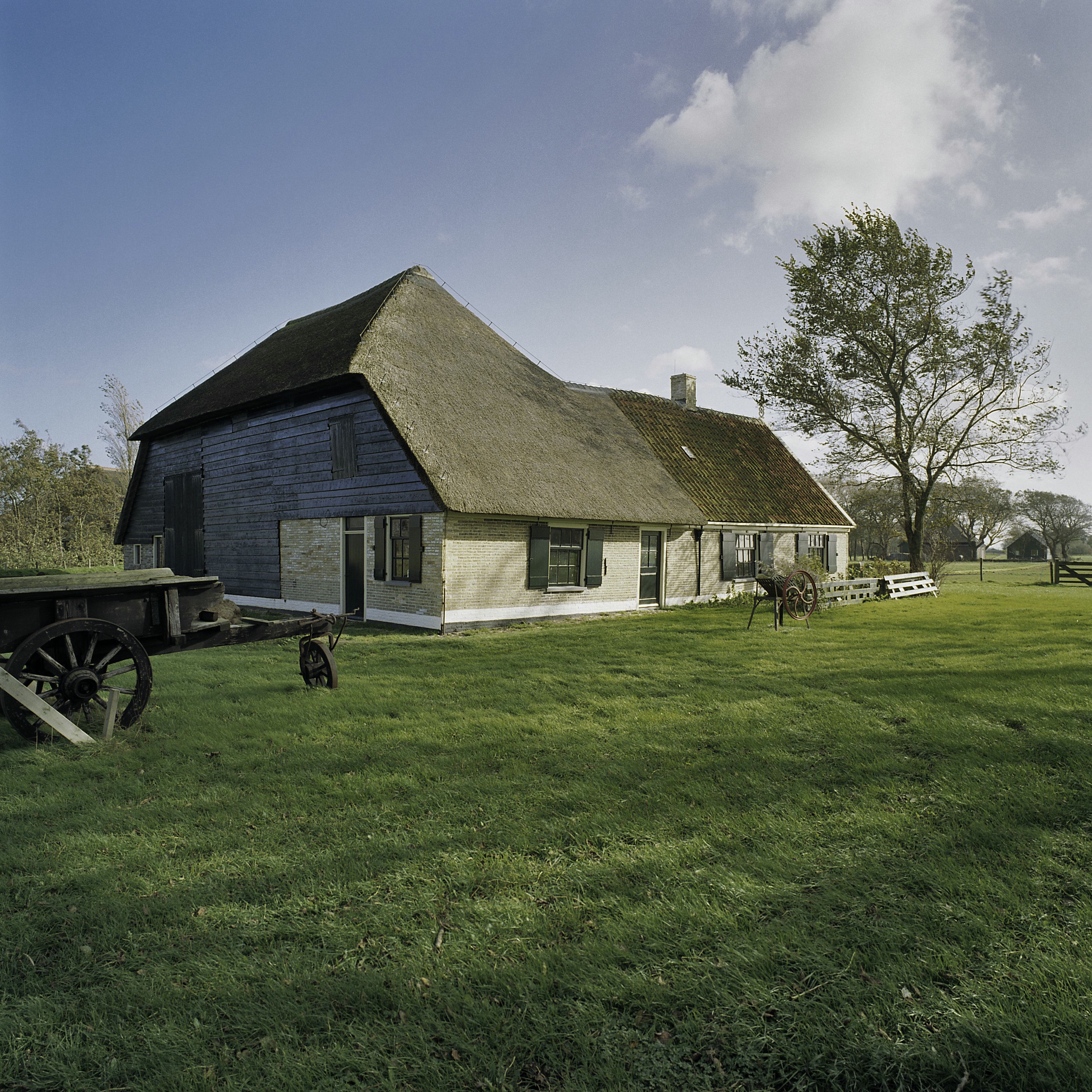
Wieringer boerderij aan de Oosterklief op Wieringen

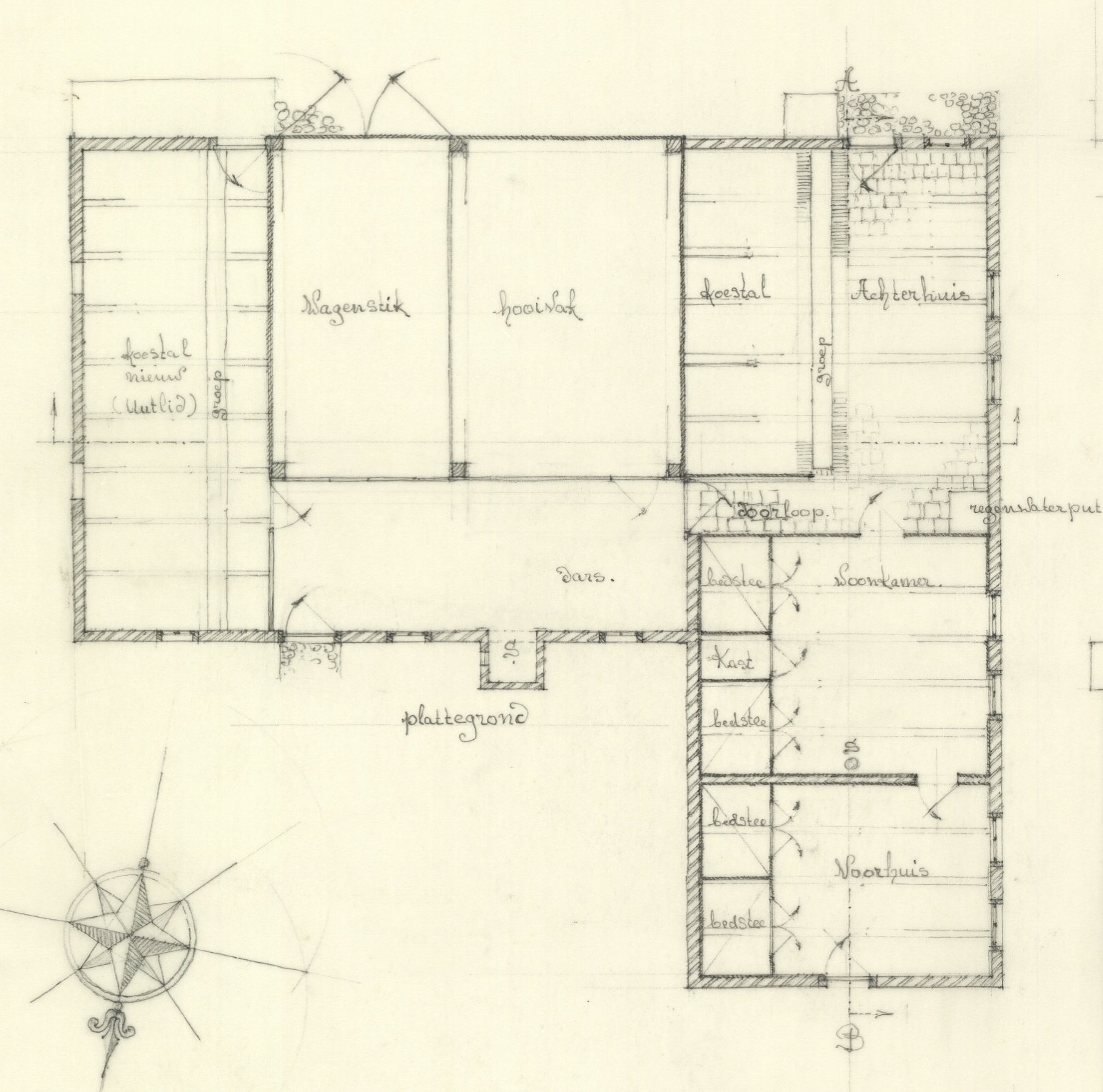
Wieringer type boerderij

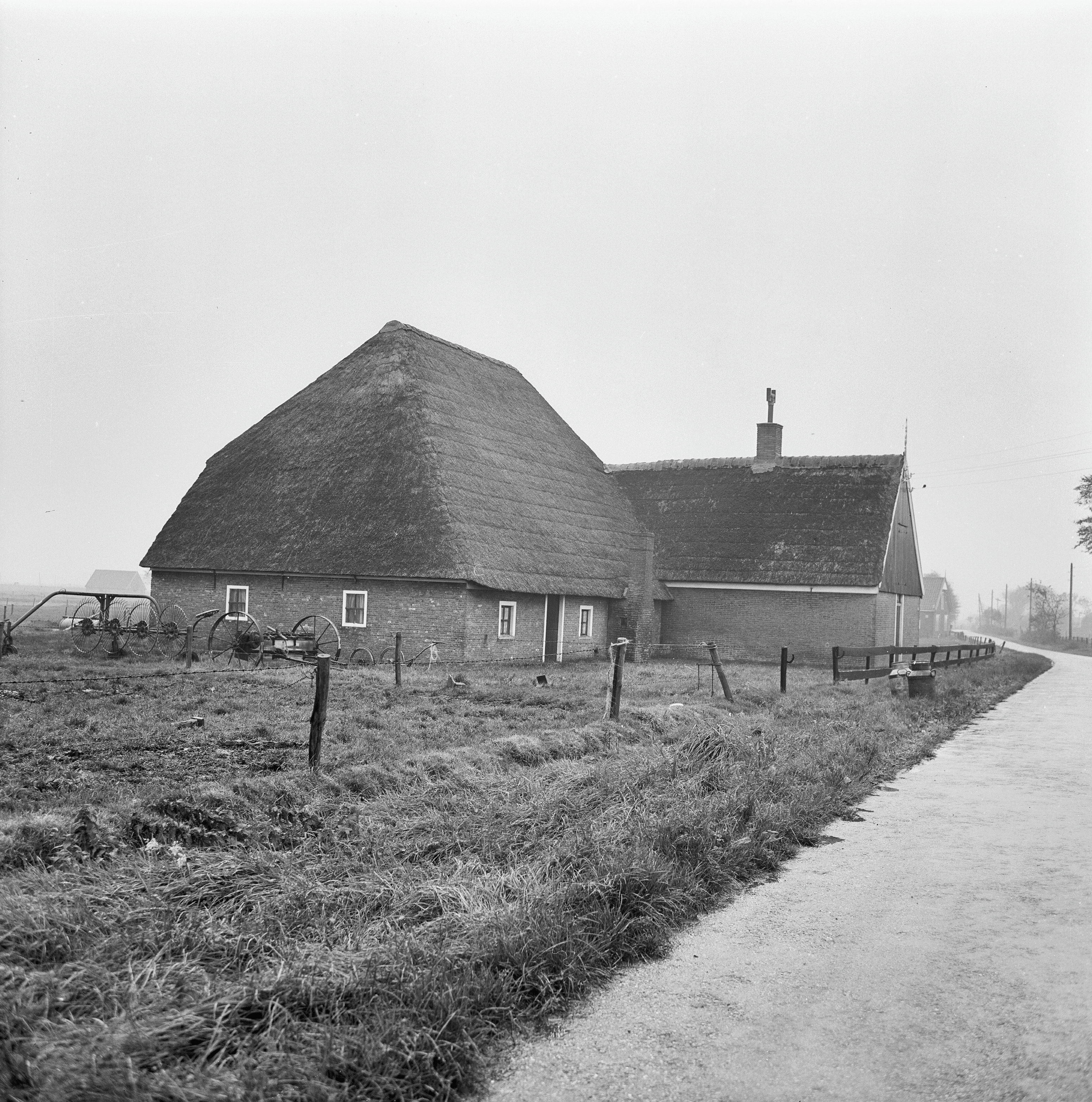
Wieringer type boerderij op Stroe met duidelijk zichtbare darskschoorsteen

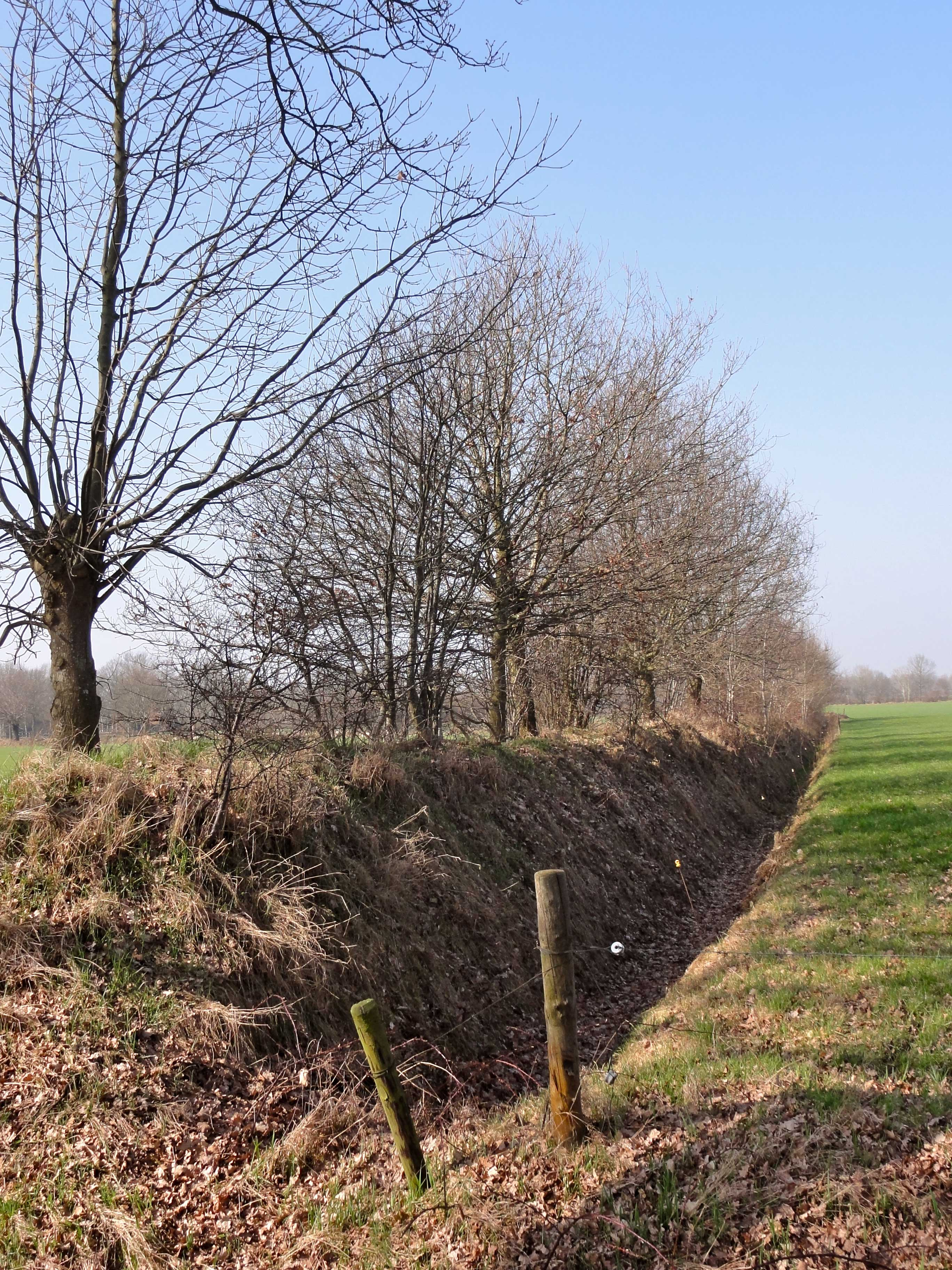
Tuunwal bij Sint Jansklooster in de buurt van Vollenhove

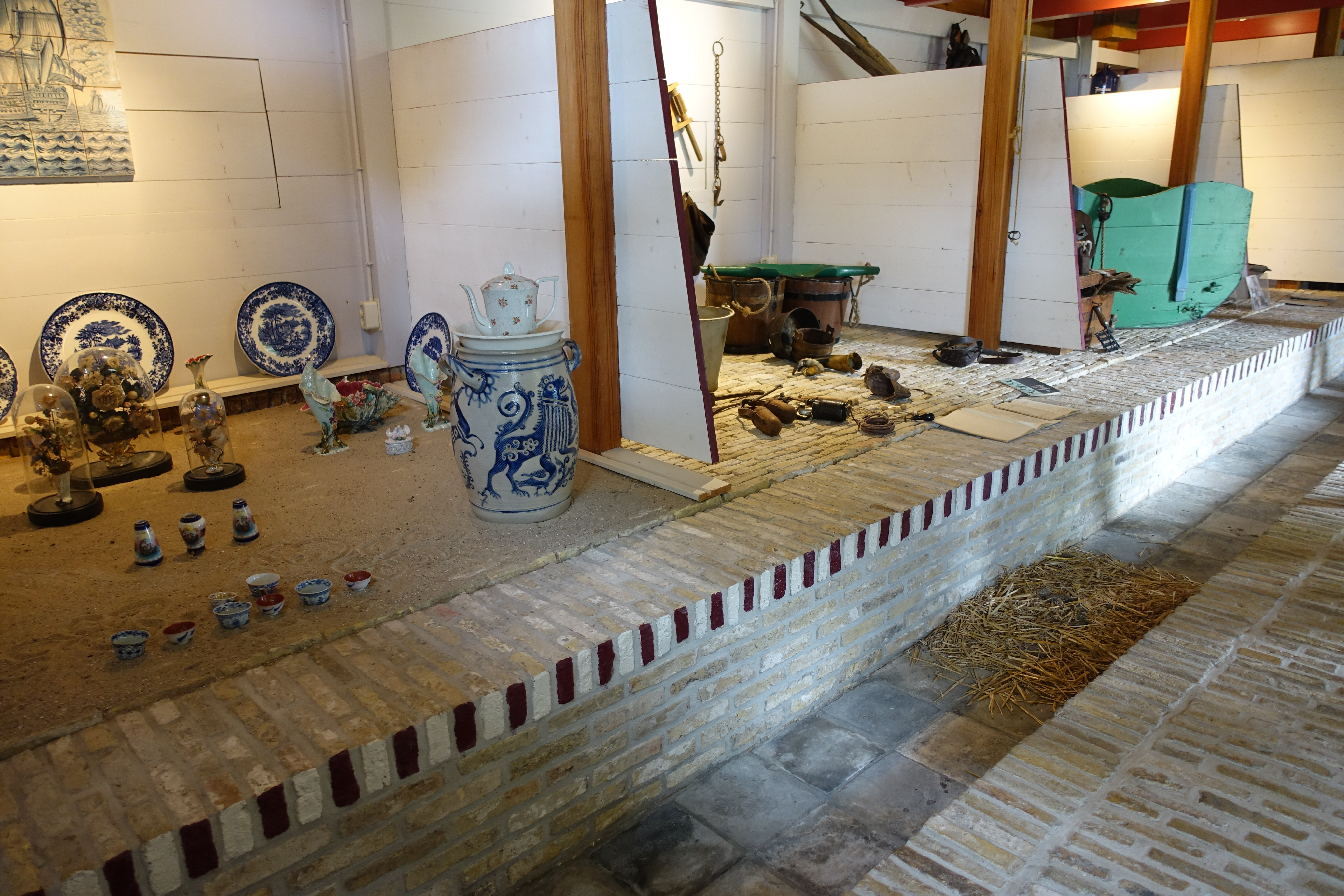
Zomerstal met open grup

De Wieringer boerderij is een boerderijtype dat aan het begin van de 17e eeuw op Wieringen ontstond. 

## Kenmerken
De boerderij was afgestemd op een gemengd boerenbedrijf met schapenteelt. Deze boerderijvorm, onderdeel van de Noordelijke huisgroep, bood naast woonruimte ook een hooi- en wagenberging, een stal voor enkele koeien, een schapenstal en een darsruimte (dors of darsk).
Bij de bouw hield men rekening met de weersgesteldheid: de lange woongevel lag op het zuidwesten en de hoge muurdelen waren vaak van het westen afgewend, waardoor de wind er minder vat op had. Oudere boerderijen richtten zich niet op de weg maar lagen in het land, vaak zo geplaatst dat de stal afliep zodat de mest gemakkelijker kon worden afgevoerd. De hoeven stond vaak betrekkelijk verspreid en soms in een groepje zoals in Smerp of Noordstroe.
Anders dan in de Noord-Hollandse stolp, waar de woon- en bedrijfsgedeelten alle onder het piramidevormige dak liggen, liggen in de Wieringer boerderij het woongedeelte en soms ook de stallen als haaks uitspringend deel op de voorraadschuur. Andere opvallende kenmerken zijn de hoge houten gepotdekselde en geteerde achtergevel van de schuur (het skuurskot) en een aan de buitenzijde opgemetselde schoorsteen bij de dors, het 'darskskoerstientje'. De vuurplaats van deze schoorsteen werd van binnenuit gebruikt en diende voor het opwarmen van veevoeder en waswater. In het zogenaamde uutlid werd vaak jong vee gestald. 
De Wieringer boerderij komt op het gehele eiland voor. Na 1880 veranderde het boerenbedrijf en verdween dit type boerderij als bouwstijl uit beeld. Er zijn nu op Wieringen nog ten minste 35 hoeven te vinden van het Wieringer type.

## Bouwdetails
De stenen delen van Wieringer boerderijen werden doorgaans gebouwd van gele baksteen, uit Friesland afkomstig en via Harlingen ingevoerd. Als er al rode baksteen werd gebruikt diende deze voor de accenten. De gele steen werd gecombineerd met om het hele gebouw doorlopende brede witte plinten, boven een zwart geteerde band van 20 cm. Van oudsher kende men aan deze ononderbroken ring, die ook om de deuren en kelderraampjes heen liep, een magische kracht toe tot wering van allerlei onheilen voor vee en mensen. De houten bekleding was eveneens zwart geteerd. In de horizontaal lopende houten delen van het 'skuurskot' zorgde de verticale plaatsing van het hout van de deuren voor variatie. 
De kern van het gebouw werd gevormd door de gebinten. Een gebint bestond uit twee staanders en een horizontale ligger, het geheel was doorgaans vervaardigd van grenenhout. Ter versteviging werden de staander en de ligger verbonden door een schuin lopend deel, de korbeel (zwing in Noord-Holland). Onderheiing van de staanders was op Wieringen niet nodig. De bodem van Wieringen bestaat in belangrijke mate uit keileem. Vanwege deze bodemstructuur kon er op staal worden gebouwd. Wel werden regelmatig grote keien, die op het eiland veel voorkomen, als fundering voor de gebinten gebruikt.  Afhankelijk van de behoeften was het bouwskelet opgebouwd uit twee of drie verbonden gebinten en bestond dus uit een of twee vierkanten. Een gemiddelde maat voor een vierkant bedroeg 7 x 7 meter. Voor de dakconstructie werden rondhouten sparren gebruikt, die in paren op het vierkant werden geplaatst. De daksparren kon men over laten steken, ter plekke van hun uiteinde werd de buitenmuur opgetrokken. Zodoende was de hoeve ruim groter dan het vierkant.
De dakbedekking bestond uit riet voor zowel de schuur als het woondeel. Ook komen hoeven voor waar de schuur met riet is gedekt en het woondeel met pannen. In vroeger tijden werd in plaats van riet ook wel roggestro gebruikt. Aanvankelijk werd het riet in de nok afgedicht met grote plaggen, waar houten pennen door werden gestoken, die in het zicht bleven. Later paste men gebakken rietvorsten toe. Om het regenwater goed op te vangen werd een dakdeel onderaan voorzien van enkele rijen pannen. Daar werd dan de goot gemonteerd. De andere dakdelen waterden direct op het erf af. Om te voorkomen dat het water in de fundering liep werd er rondom de boerderij een keienwaterstraatje van circa 60 cm aangelegd. In Westfriesland werden hiervoor klinkers gebruikt.

## Gemengd bedrijf
Dat het Wieringer type-boerderij speciaal geschikt is voor een gemengd bedrijf blijkt uit de aanwezigheid van de dorsvloer, een koeienstal en de grote schuurruimte. In de boerderij was er ruimte voor een aantal koeien, doorgaans niet meer dan een stuk of zes, enkele kalveren, wat varkens en een paard. De schapen verbleven het hele jaar op het land, enkel bij hevige vorst werden ze op stal gehaald. Voor de lammeren was er wel plek, zij verbleven in de 'uutlid'. 
De hoge gronden op Wieringen lenen zich voor landbouw, de lage gronden (kogen) zijn enkel geschikt als weidegrond. In de tweede helft van de 19e eeuw bezat een Wieringer boerenfamilie gemiddeld 9 hectares. Door de bevolkingstoename en vererving werden de bedrijven gaandeweg kleiner en moest de boer ook als visser aan de slag om het hoofd boven water te houden. Landbouw werd voornamelijk gedreven voor eigen behoefte. Het gewas werd gezaaid na 17 april. De Wieringer boer verbouwde rogge, haver, aardappelen en gerst. Als het graan gedorst was, werd het op de zolder boven het voorhuis opgeslagen. Het hooi werd opgetast in de schuur (hooistek) en boven de stal, zodanig dat de koeien door luiken in het schot tussen stal en schuur konden worden gevoederd. In aanvang van het winterseizoen moest de boer direct naast het tussenschot een gangetje door het hooi graven, zodat hij de luiken kon bereiken.

## Tuunwallen
Tot in de 18e eeuw kende de weidegrond op Wieringen een gemeenschappelijk gebruik. Nadien werd gezocht naar wijzen om de percelen duidelijk te markeren. Op de hoger gelegen weiden was weinig hout beschikbaar, omdat hier weinig bomen groeiden. Een oplossing werd gevonden in de wel veel voorkomende keien. Voor de hoekpunten van een perceel werden vijf tot zeven kleinere exemplaren afgedekt met een grotere kei. Deze steenhopen werden dolleve (dolven) genoemd. Ook werd gebruikgemaakt van zogenaamde tuunwallen. Deze bestonden uit een kern van zand, afgedekt met plagen tot een meter hoog. De tuunwallen boden bovendien schapen een prima beschutting tegen de wind. Ze kwamen ook voor op Texel en op het hoge land rond Vollendhove. Op Wieringen verdwenen de dolven en tuunwallen bij de ruilverkaveling in de jaren dertig. Bij een recente ruilverkaveling zijn er weer enkele tuunwallen aangelegd. In de lagere delen van Wieringen werden greppels en sloten gegraven om perceelsscheiding te markeren.

## Tiendrecht
Een groot gedeelte van het oude akkerland van Wieringen was het eigendom van verschillende kerkgenootschappen. De pachttermijn was al eeuwenlang zeven jaar en staat bekend onder de naam voetskeer. Bij het vernieuwen van de pacht, doorgaans op Sint Pieter (22 Februari), werd voetskeerbier geschonken. Op dit akkerland lag het tiendrecht. Jaarlijks moest een tiende deel van de oogst als pacht worden betaald. De heffing had plaats aan het begin van de kermis, op tuledag, de laatste donderdag van Juli. Op deze dag nam de pachtheer met andere magistraten zitting in de kerk van Hippolytushoef. De pachtbetalende bevolking stapte door de zijingang de kerk binnen, maakte een rondgang door de kerk, terwijl het orgel speelde en verliet de kerk weer door de hoofdingang. Daar stonden bakkers die tulen uitdeelden. Tulen zijn kleine vierkante wittebroodjes met weinig korst. In 1895 werd het tiendrecht door de gemeente afgekocht. Daarmee verdween ook dit gebruik. De burgemeester bleef nadien wel nog tulen uitdelen aan de kinderen.

## Zomerstal
In vroeger tijden werd in de lente, als het vee naar de weiden was gebracht, het achterhuis grondig geboend en geschrobd en werden de muren gewit. Er werd een plankier over de grup gelegd en de vloer werd bestrooid met gezeefd zand en gewassen schelpen. De koestal werd opgesierd met aardewerk. Het boerengezin maakte gedurende de zomer gebruik van deze ruimte, die lekker koel was en trok zich in het najaar weer terug in de voorhuis. Dit gebruik, dat onder meer voor kwam in West-Friesland en op Wieringen, verdween na de Tweede Wereldoorlog.
Een goed voorbeeld van een typische Wieringer boerderij is het rijksmonument waarin het Wieringer Eilandmuseum Jan Lont is gevestigd.